# La Pouge
La Pouge este o comună în departamentul Creuse din centrul Franței. În 2009 avea o populație de 83 de locuitori.

## Evoluția populației
| An        | 1975 | 1982 | 1990 | 1999 | 2006 | 2009 |
| --------- | ---- | ---- | ---- | ---- | ---- | ---- |
| Populație | 111  | 110  | 87   | 78   | 70   | 83   |